# Rutilus pigus
Rutilus pigus é uma espécie de Actinopterygii da família Cyprinidae.
Pode ser encontrada nos seguintes países: Áustria, República Checa, Alemanha, Hungria, Itália, Roménia, Eslovénia e Ucrânia.